# Angela Hill
Angela Hill – australijska judoczka.
Brązowa medalistka mistrzostw Oceanii w 1983. Brązowa medalistka mistrzostw Australii w 1985 i 1986 roku.